# 武宏平
武 宏平（たけ こうへい、1943年4月13日 - ）は、日本中央競馬会の栗東トレーニングセンターに所属していた元調教師である。京都府出身。同志社香里中学校・高等学校、麻布大学卒業。
父は騎手・調教師であった武平三。元騎手の武永祥、武牧場の武勇はそれぞれ実弟、元騎手の武英智は甥、元調教師の作田誠二は義弟である。

## 経歴
京都競馬場所属調教師・武平三の長男として生まれる。4歳上の従兄に、平三に弟子入りしていた武邦彦がおり、生活を共にしていた。「競馬の世界は苦労する」という母の助言もあって幼少期から獣医師を志し、高校卒業後、麻布大学獣医学部に進学。同級生に松山康久がおり、共に馬術部に所属した。在学中、シンザンが史上2頭目のクラシック三冠を達成して世間の競馬に対する注目度が高まり、修士卒業後の1968年、平三の元に戻り、厩務員、次いで調教助手となった。しかし直後に厩舎の管理馬が競馬法に違反する栄養剤を与えられていたことが発覚し、平三は3年間の管理停止、宏平は小野留嘉厩舎預かりとなった。次いで戌亥信義厩舎に移籍の後、平三の処分解除に伴って武厩舎に戻った。
1976年、2度目の受験で調教師免許を取得。2年後の1978年、栗東トレーニングセンターに自身の厩舎を開業した。1985年ニュージーランドトロフィー4歳ステークスで初勝利をあげて以降長らく重賞勝利がなかったが、2004年にメルシータカオーが中山大障害を制し、開業26年目でGI競走に初勝利。2007年にはメルシーエイタイムも中山大障害を制覇した。2009年には武牧場の生産馬・スリーロールスが菊花賞を制し、平地GI級競走およびクラシック競走初制覇を果たした。菊花賞は1984年にゴールドウェイで臨んでシンボリルドルフの2着に終わっており、25年越しの雪辱となった。2014年に定年を迎え、同年の2月28日付で引退となり、22日には京都競馬場で引退式が行われ大勢のファンに惜しまれ、引退した。

## 調教師成績
|            | 日付          | 競走名                         | 馬名             | 頭数 | 人気 | 着順 |
| ---------- | ------------- | ------------------------------ | ---------------- | ---- | ---- | ---- |
| 初出走     | 1978年3月4日  | -                              | シュウホウポート | -    | -    | 12着 |
| 初勝利     | 1978年8月5日  | -                              | スイートサクラ   | -    | -    | 1着  |
| 重賞初出走 | 1980年2月10日 | きさらぎ賞                     | スペインサンセイ | 11頭 | 2    | 9着  |
| 重賞初勝利 | 1985年5月25日 | ニュージーランドトロフィー4歳S | マルヨプラード   | 12頭 | 8    | 1着  |
| GI初出走   | 1980年5月25日 | 東京優駿                       | スペインサンセイ | 27頭 | 22   | 23着 |
| GI初勝利   | 2004年11月7日 | 中山大障害                     | メルシータカオー | 13頭 | 5    | 1着  |

## 主な管理馬
- ゴールドウェイ（1984年きさらぎ賞、1985年毎日王冠）
- マルヨプラード（1985年ニュージーランドトロフィー4歳ステークス）
- フェアダンス（1996年エリザベス女王杯2着）
- メルシータカオー（2004年中山大障害）
- メルシーエイタイム（2007年東京ハイジャンプ、中山大障害）
- ブルーショットガン（2006年阪急杯）
- スリーロールス（2009年菊花賞）
- メルシーモンサン（2010年中山グランドジャンプ）

## 主な厩舎所属者
※太字は門下生。括弧内は厩舎所属期間と所属中の職分。
- 作田誠二（1984年 - 1992年 騎手）
- 小谷祐司（1986年 - 1994年 騎手）
- 福田幸徳（厩務員 - 2001年度優秀厩務員賞受賞）.
- 杉山晴紀 （2004年 - 2014年 厩務員を経て調教助手、2009年の菊花賞馬スリーロールスを担当、2015年に調教師試験合格）